# Solea (architettura)
La sòlea è una passerella lunga e stretta, che parte dalla zona presbiteriale e si protende verso la navata centrale; questa,  a volte era separata con cancelli, a volte rialzata o solo segnalata  per terra con un cambio di pavimentazione, serviva al  clero per avvicinarsi alla popolazione durante alcuni momenti delle cerimonie liturgiche.
Ha funzione liturgica ed è stata riscontrata ad esempio nella Basilica di San Polieucto a Costantinopoli.